# Atylana fasciata
Atylana fasciata är en insektsart som först beskrevs av William Lucas Distant 1913.  Atylana fasciata ingår i släktet Atylana och familjen sköldstritar. Inga underarter finns listade i Catalogue of Life.